# Tuffi ai Giochi della XVII Olimpiade - Trampolino 3 metri femminile
Il concorso dei tuffi dal trampolino 3 metri femminile dei Giochi olimpici di Roma 1960 svolse il 26 e 27 agosto. Le atlete iscritte furono 18, ma quelle partecipanti furono 16, provenienti da 10 distinte nazioni.
Ad imporsi fu la tedesca Ingrid Krämer, superando la statunitense Paula Myers-Pope e la britannica Liz Ferris.

## Calendario
| Data      | Ora   | Turno       |
| --------- | ----- | ----------- |
| 26 agosto | 16:00 | Preliminari |
| 27 agosto | 08:30 | Semifinale  |
| 27 agosto | 15:50 | Finale      |

### Preliminari
4 tuffi, le migliori 16 in semifinale
| Pos. | Atleta               | Nazione                   | Tuffi         | Tuffi         | Tuffi         | Tuffi         | Totale        |
| Pos. | Atleta               | 1º                        | 2º            | 3º            | 4º            |               | Totale        |
| ---- | -------------------- | ------------------------- | ------------- | ------------- | ------------- | ------------- | ------------- |
| 1    | Ingrid Krämer        | Squadra Unificata Tedesca | 13,68         | 11,68         | 13,11         | 17,76         | 56,23         |
| 2    | Paula Myers-Pope     | Stati Uniti               | 9,60          | 14,25         | 13,49         | 15,33         | 52,67         |
| 3    | Liz Ferris           | Gran Bretagna             | 10,56         | 13,68         | 14,06         | 14,07         | 52,37         |
| 4    | Ninel' Krutova       | Unione Sovietica          | 11,36         | 13,11         | 12,92         | 14,96         | 52,35         |
| 5    | Kanoko Tsutani       | Giappone                  | 11,52         | 13,30         | 13,49         | 13,64         | 51,95         |
| 6    | Thea du Pon          | Paesi Bassi               | 10,56         | 12,35         | 12,54         | 15,75         | 51,20         |
| 7    | Phyllis Ann Long     | Gran Bretagna             | 10,56         | 12,35         | 13,68         | 14,28         | 50,87         |
| 8    | Patsy Willard        | Stati Uniti               | 10,78         | 15,39         | 10,83         | 13,64         | 50,64         |
| 9    | Irene MacDonald      | Canada                    | 11,36         | 14,06         | 13,87         | 11,13         | 50,42         |
| 10   | Nicole Péllissard    | Francia                   | 10,24         | 13,49         | 11,59         | 13,64         | 48,96         |
| 11   | Waltraud Oertel      | Squadra Unificata Tedesca | 11,04         | 13,68         | 12,92         | 11,00         | 48,64         |
| 12   | Elena Kosolapova     | Unione Sovietica          | 10,56         | 12,73         | 10,07         | 14,52         | 47,88         |
| 13   | Alexandra Morgenrood | Rhodesia                  | 10,40         | 12,92         | 13,30         | 10,50         | 47,12         |
| 14   | Susan Knight         | Australia                 | 9,92          | 9,50          | 11,59         | 15,18         | 46,19         |
| 15   | Greetje Lugthart     | Paesi Bassi               | 11,68         | 9,50          | 13,30         | 11,55         | 46,03         |
| 16   | Kumiko Watanabe      | Giappone                  | 9,92          | 10,64         | 12,16         | 11,60         | 44,32         |
| 17   | María Teresa Adames  | Messico                   | Non partecipa | Non partecipa | Non partecipa | Non partecipa | Non partecipa |
| 18   | Christina Hardekopf  | Argentina                 | Non partecipa | Non partecipa | Non partecipa | Non partecipa | Non partecipa |

### Semifinale
Alle note dei 3 tuffi si aggiungeva il punteggio ottenuto nel preliminare. Le migliori 8 accedevano alla finale.
| Pos. | Atleta               | Nazione                   | Prelim. | Tuffi | Tuffi | Tuffi | Totale |
| Pos. | Atleta               | 1º                        | Prelim. | 2º    | 3º    |       | Totale |
| ---- | -------------------- | ------------------------- | ------- | ----- | ----- | ----- | ------ |
| 1    | Ingrid Krämer        | Squadra Unificata Tedesca | 56,23   | 12,41 | 11,70 | 18,26 | 98,60  |
| 2    | Ninel' Krutova       | Unione Sovietica          | 52,35   | 10,80 | 12,24 | 16,80 | 92,19  |
| 3    | Irene MacDonald      | Canada                    | 50,42   | 13,43 | 10,66 | 16,72 | 91,23  |
| 4    | Paula Myers-Pope     | Stati Uniti               | 52,67   | 10,71 | 10,14 | 16,50 | 90,02  |
| 5    | Liz Ferris           | Gran Bretagna             | 52,37   | 12,92 | 8,97  | 15,20 | 89,46  |
| 6    | Thea du Pon          | Paesi Bassi               | 51,20   | 11,90 | 9,75  | 15,96 | 88,81  |
| 7    | Patsy Willard        | Stati Uniti               | 50,64   | 11,73 | 10,66 | 15,75 | 88,78  |
| 8    | Phyllis Ann Long     | Gran Bretagna             | 50,87   | 11,56 | 10,95 | 13,80 | 87,18  |
| 9    | Nicole Péllissard    | Francia                   | 48,96   | 12,58 | 9,90  | 14,28 | 85,72  |
| 10   | Waltraud Oertel      | Squadra Unificata Tedesca | 48,64   | 11,90 | 10,35 | 13,60 | 84,49  |
| 11   | Elena Kosolapova     | Unione Sovietica          | 47,88   | 10,50 | 12,75 | 12,88 | 84,01  |
| 12   | Susan Knight         | Australia                 | 46,19   | 12,07 | 10,50 | 14,49 | 83,25  |
| 13   | Alexandra Morgenrood | Rhodesia                  | 47,12   | 11,05 | 9,90  | 14,00 | 82,07  |
| 14   | Kumiko Watanabe      | Giappone                  | 44,32   | 12,41 | 9,10  | 14,74 | 80,57  |
| 15   | Greetje Lugthart     | Paesi Bassi               | 46,03   | 10,54 | 9,30  | 14,52 | 80,39  |
| 16   | Kanoko Tsutani       | Giappone                  | 51,95   | 12,41 | 10,95 | 5,06  | 80,37  |

### Finale
Alle note dei 3 tuffi si aggiungeva il punteggio ottenuto in semifinale.
| Pos.    | Atleta           | Nazione                   | Semif. | Tuffi | Tuffi | Tuffi | Totale |
| Pos.    | Atleta           | 1º                        | Semif. | 2º    | 3º    |       | Totale |
| ------- | ---------------- | ------------------------- | ------ | ----- | ----- | ----- | ------ |
| Oro     | Ingrid Krämer    | Squadra Unificata Tedesca | 98,60  | 18,63 | 19,14 | 19,44 | 155,81 |
| Argento | Paula Myers-Pope | Stati Uniti               | 90,02  | 17,82 | 15,40 | 18,00 | 141,24 |
| Bronzo  | Liz Ferris       | Gran Bretagna             | 89,46  | 15,75 | 17,72 | 16,06 | 138,99 |
| 4       | Patsy Willard    | Stati Uniti               | 88,78  | 17,04 | 15,40 | 16,60 | 137,82 |
| 5       | Ninel' Krutova   | Unione Sovietica          | 92,19  | 15,54 | 14,08 | 14,30 | 136,11 |
| 6       | Irene MacDonald  | Canada                    | 91,23  | 10,12 | 16,06 | 17,28 | 134,69 |
| 7       | Phyllis Ann Long | Gran Bretagna             | 87,18  | 13,42 | 14,96 | 14,07 | 129,63 |
| 8       | Thea du Pon      | Paesi Bassi               | 88,81  | 14,80 | 5,94  | 13,80 | 123,35 |